# Плимут Альбион
«Плимут Альбион Рагби Футбол Клаб» (англ. Plymouth Albion Rugby Football Club) — английский регбийный клуб из одноимённого города, выступающий во второй по силе лиге страны, Чемпионшипе. Команда основана в 1920 году в результате слияния клубов «Плимут» и «Девонпорт Альбион». С 2003 года команда играет на стадионе «Брикфилдс». Традиционные цвета «Плимута» — белый, красный и зелёный.

## История
Плимутский регбийный клуб появился в 1875 году и играл в Саут-Девон-Плейс. В 1912 году Северный союз, деятельность которого привела впоследствии к созданию игры регбилиг, создал Западную лигу из клубов Девона и Корнуолла. Тогда на стадионе «Саут-Девон-Плейс» состоялась выставочная игра между «Хаддерсфилдом» и «Олдемом» (31:26), за которой наблюдали 8 тысяч болельщиков. После матча состоялась встреча, в ходе которой было принято решение о создании клуба «Плимут Нортерн Юнион». В июле команда распалась.
«Девонпорт Альбион» был создан в 1876 году подмастерьями из девонпортского дока. Команда играла на «Девонпорт Парке». В 1887 году спортсмены переехали на «Блэддерли», а в 1893 году обосновались на «Хоум Парке». Уже в следующем сезоне клуб вернулся на «Блэддерли», и с 1896 года коллектив взял в аренду территории «Ректори Граундс».
В 1920 году произошло слияние «Плимута» и «Девонпорта», в результате чего новый клуб переехал на «Бэкон Парк». В 1920-х годах клуб был одним из сильнейших в стране. Именно тогда состоялся матч между «Плимутом» и «Оксфордом», собравшим 18 тысяч зрителей — этот общеанглийский рекорд был побит лишь в восьмидесятых.

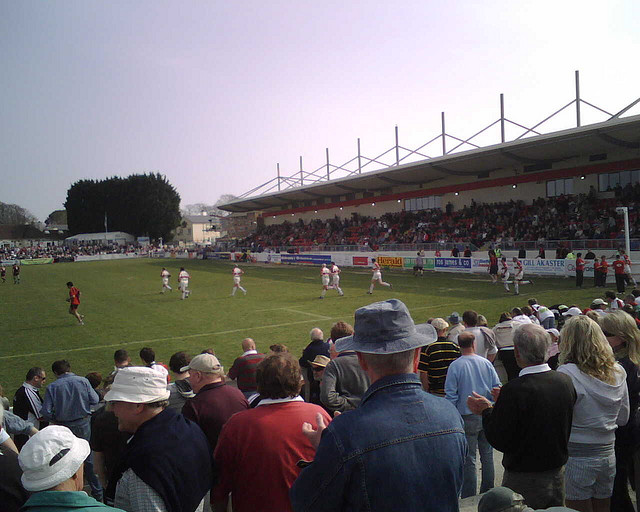
Матч между «Плимутом» и «Корниш Пайретс» на стадионе «Брикфилдс», 2007 год.

В 2002 году команда вышла в Национальный дивизион 1, и финишировала третьей в сезоне 2003/04. С 2003 года клуб играл на стадионе «Брикфилдс», также используемом для проведения соревнований по лёгкой атлетике. Последовавшая борьба за выход на более высокий уровень сопровождалась серией из 50 матчей без поражений.
Одним из принципиальных соперников клуба является команда «Эксетер Чифс».